# Cabera linearia
Cabera linearia là một loài bướm đêm trong họ Geometridae.